# 닌겐이스
닌겐이스(人間椅子, にんげんいす)는 일본의 록밴드이다. 밴드명은 에도가와 란포(江戸川乱歩)의 단편소설 제목에서 가져왔다. 멤버는 와지마 신지(和嶋慎治, 기타, 보컬, 65년생), 스즈키 켄이치(鈴木研一, 베이스, 보컬, 66년생), 나카지마 노부(中島慶信, 드럼, 보컬, 66년생).

## 소개
와지마와 스즈키는 중학교 시절부터 친구로 같은 고교에 진학하여 음악활동을 시작했다. 와지마는 고마자와대학 불교학부, 스즈키는 조치대학 외국어학부 러시아어학과에 진학, 졸업 후 취업하지 않고 밴드활동을 시작하여 1989년 TBS계열 심야프로에 출연하여 "문예 Rock"을 연주한다는 평가를 받았다. 1990년 "인간실격" 앨범으로 메이저 데뷔하여 2009년 활동 20주년을 맞이하여 '인간의자 걸작선, 20주년 기념 베스트 앨범'을 발표하고, 2013년, 2015년 Ozzfest에 출연하기도 했다.
대체로 인간의자의 음악은 기본적으로 하드 록, 헤비 메탈을 기조로 하면서도 둠 메탈과도 유사성을 가진 사운드, 거기에 쓰가루 방언의 가사나 창법과 같은 독특한 특성이 있고, 쓰가루 샤미센을 원용, 화음 층에 버무리게 하는 방식 등 향토의 아오모리, 심지어는 일본 풍토의 영향이 짙게 깔려 있다.
사운드 측면에서는 스즈키·와지마 두 사람이 열혈팬이라는 블랙 사바스를 생생히 떠오르게 하는 헤비 하드록이 기조이다. 기술적으로는 한 음절 반 내림의 튜닝을 자주 사용하는 치밀한 헤비 기타 리프, 스리 피스의 사운드를 메우듯 무겁게 넘실거리는 베이스 라인, 1970년대 하드록 밴드를 상기시키는 기복이 심한 악곡 전개, 하드락보다 둠 메탈 성향의 미드, 슬로 템포의 빈번한 사용 등이 특징으로 꼽힌다. 그 밖에도 하드 록 커버의 사례로는 벗지의 Breadfan을 와지마의 가사로 바꿔 부른 것이 있고, 라이브에서 자주 커버 연주한 레드 제플린과 레인보우 등이 있다. 프로그레시브 록, 사이키델릭 록의 요소도 큰 비중을 차지하는 중진 킹 크림슨 같은 악곡 구성이나 로버트 프립 독특한 스케일(와지마가 영향), 호크 윈드와 아이언 버터플라이 등을 비롯한 환각의 도취감과 스페이스 록적인 스타일을 구사하기도 한다. 스즈키는 주다스 프리스트, 스콜피언즈, 블루 오이스터 컬트, 딥 퍼플, 유라이아 힙, 키스 등도 영향을 받은 밴드로 꼽곤 했다.
1990년 메이저데뷔 이후 2016년까지 총 19장의 정규 앨범을 발표했다. 일본 음악차트에서 가장 상위에 오른 앨범이 2016년도 발표한 "괴담, 그리고 죽음과 에로스"로 차트 22위까지 올랐다.
멤버들의 관심사가 반영이 되어 가사는 불교적이고, 일본 향토문화를 기반으로 한 괴기스럽고, 형이상학, 철학적인 내용이 많다. 대단한 연주력, 작곡력이지만 일본 전체로 놓고 보면 서브 컬쳐 계열의 기념비적인 밴드라 할 것이다.

## 음반 목록
음반의 소재를 문학에서 따오는 것으로 유명하다. 앨범 옆에 해당 작품이나 작가를 적어둔다.
- 1989年	人間椅子 에도가와 란포
- 1990年	人間失格 다자이 오사무
- 1991年	桜の森の満開の下 사카구치 안고
- 1992年	黄金の夜明け
- 1993年	羅生門 아쿠타가와 류노스케
- 1995年	踊る一寸法師 에도가와 란포
- 1996年	無限の住人 무한의 주인
- 1998年	頽廃芸術展
- 1999年	二十世紀葬送曲
- 2000年	怪人二十面相 에도가와 란포
- 2001年	見知らぬ世界
- 2003年	修羅囃子
- 2004年	三悪道中膝栗毛
- 2006年	瘋痴狂
- 2007年	真夏の夜の夢 셰익스피어
- 2009年	未来浪漫派
- 2011年	此岸礼讃
- 2013年	萬燈籠
- 2014年	無頼豊饒
- 2016年	怪談 そして死とエロス